# Dysauxes parvigutta
Dysauxes parvigutta là một loài bướm đêm thuộc phân họ Arctiinae, họ Erebidae.